# Dorénaz

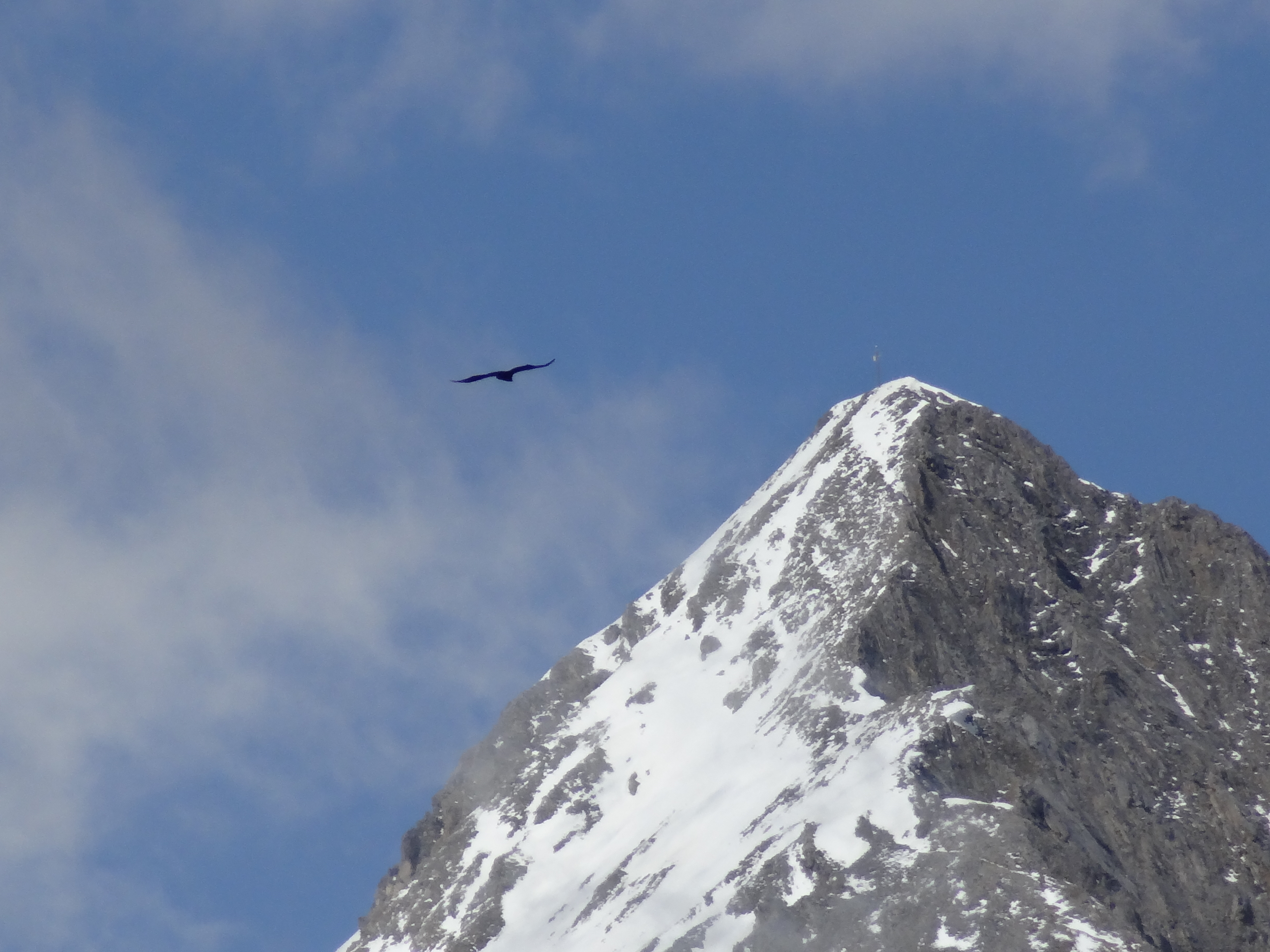
Grand Chavalard

Dorénaz ist eine politische Gemeinde und eine Burgergemeinde des Bezirks Saint-Maurice im französischsprachigen Teil des Kantons Wallis in der Schweiz. In Dorénaz wurde bis in die 1950er-Jahre Kohle und Schiefer abgebaut.

## Geografie
Dorénaz liegt am Ostufer der hier nordwärts fliessenden Rhone nördlich von Martigny und südsüdöstlich von Saint-Maurice. Zur Gemeinde gehören nebst dem Dorf Dorénaz die Weiler Alesse und Champex. Letzterer ist von Dorénaz durch eine Luftseilbahn erreichbar. Die Nachbargemeinden von Dorénaz sind im Norden Collonges, im Osten Fully, im Süden Martigny, im Westen Vernayaz und im Nordnordwesten Evionnaz.

## Wappen
Das von Kanoniker Léon Dupont-Lachenal geschaffene Wappen von Dorénaz wurde 1934 übernommen. Das Kleeblattkreuz erinnert an die Verbindungen zwischen der Abtei St-Maurice und der Stadt sowie an die Zugehörigkeit zu diesem Bezirk. Die Muschelschale weist darauf hin, dass das Dorf Dorénaz im Jahr 1302 dem Hospiz St-Jacques in St-Maurice vermacht wurde. Die beiden Hämmer erinnern einerseits daran, dass Allesses bis 1431 von der Kastellanei Martigny abhängig war, auf deren Wappen ein Löwe mit einem Hammer zu sehen ist, und andererseits an die Schiefer- und Anthrazitminen, die sich auf dem Gebiet befanden und zur Wirtschaft beigetragen haben Entwicklung des Dorfes.

## Bevölkerung
| Bevölkerungsentwicklung | Bevölkerungsentwicklung | Bevölkerungsentwicklung | Bevölkerungsentwicklung | Bevölkerungsentwicklung | Bevölkerungsentwicklung | Bevölkerungsentwicklung | Bevölkerungsentwicklung | Bevölkerungsentwicklung | Bevölkerungsentwicklung | Bevölkerungsentwicklung |
| ----------------------- | ----------------------- | ----------------------- | ----------------------- | ----------------------- | ----------------------- | ----------------------- | ----------------------- | ----------------------- | ----------------------- | ----------------------- |
| Jahr                    | 1850                    | 1900                    | 1920                    | 1950                    | 1980                    | 2000                    | 2010                    | 2012                    | 2014                    | 2016                    |
| Einwohner               | 305                     | 467                     | 648                     | 474                     | 451                     | 607                     | 734                     | 796                     | 858                     | 911                     |

## Bergbau
Dorénaz war bekannt für hochwertigen Schiefer und war am Ende des Ersten Weltkrieges die wichtigste Kohlenlagerstätte im Wallis. Der Anthrazit hatte einen hohen Heizwert, aber auch einen hohen Aschegehalt. Er war nicht geeignet für die Produktion von Stadtgas oder Koks; dafür war das Risiko für Schlagwetterexplosionen in der Grube geringer.
Die Kohle von Dorénaz wurde während drei Perioden abgebaut:
- 1852 erhält der Köllner Hans-Josef Jordan die Konzession für den Abbau des Anthrazits. Er treibt bei La Méreune etwa 1200 m über dem Talgrund zwei Strecken in den Berg für den Abbau des 1,2 bis 1,8 m dicken Flözes. Ab 1874 wird die Produktion unter dem wirtschaftlich sehr aktiven Gemeindepräsidenten Pierre-Maurice Paccolat merklich gesteigert. Der Transport der in Säcken abgepackten Kohle war mühsam: sie musste vom Stollen auf Schlitten zum Weiler Alesse gebracht werden, wo sie auf eine Seilbahn nach Dorénaz verladen wurde, von wo sie wiederum zum Bahnhof Vernayaz gebracht werden musste. Der Abbau erfolgte bis 1898. Die grösste Förderung war in den Jahren 1876 bis 1887, wo im Gesamten 2588 t Kohle abgebaut wurden.
- Gegen Ende des Ersten Weltkrieges wurde die Kohle in der Schweiz knapp. Dies führte dazu, dass ab 1917 die Dorénaz SA, Charbonnages du Valais à Vernayaz wieder Kohle abbaute. Hauptaktionäre waren Léon Bochatey, der ehemalige Direktor der Fabrik für hölzerne Verpackungen Moderna in Vernayaz, sowie die Ateliers Piccard-Pictet & Cie. aus Genf. Bei La Méreune wurden zwei weitere Stollen angelegt und beim Stollenmund eine Arbeiterunterkunft für 750 Mann errichtet. Die Kohle wurde mit einer Seilbahn über den Talgrund direkt in die Brikettfabrik beim Bahnhof Vernayaz gebracht. Hauptabnehmer der Briketts waren die SBB. Von 1918 bis 1920 wurden 70.000 t Kohle gefördert. Mit dem Ende der Kriegswirtschaft wurde der Abbau von Kohle 1921 eingestellt. Die Dorénaz SA wurde zwischen 1922 und 1924 zahlungsunfähig. Grube, Seilbahn und Brikettfabrik gingen in den Besitz des Schweizerischen Bankvereins über.  Die Gebäude der Brikettfabrik und die Arbeitersiedlung sind noch erhalten.
- Während des Zweiten Weltkriegs begann der Kohleabbau erneut. Der Unternehmer Oscar Machoud aus Sitten gründete die Mines d’anthracite de Dorénaz. Im November 1941 nahm das Kohlenbergwerk wieder den Betrieb auf. Noch im gleichen Jahr ging die Leitung an Joseph Dionisotti aus Monthey über, der bereits mehrere Bergbaukonzessionen im Wallis besass. Während des Zweiten Weltkriegs war Dorénaz nach Chandoline, Grône I und II das viertgrösste Kohlebergwerk im Wallis, das etwa 8 % der im Wallis geförderten Kohle lieferte. Von 1947 bis 1953 wurde die Kohle ausschliesslich für den Betrieb des ebenfalls Dionisotti gehörenden Kalkofens in Monthey benutzt. Von 1941 bis 1953 wurden im Gesamten 88.000 t Kohle abgebaut.[5]

## Sehenswürdigkeiten
In Dorénaz existiert seit dem Jahre 2000 ein Märchenmuseum, das sogenannte Haus der Märchen und Sagen (Maison des contes et légendes).